# Kato Tsuyoshi
Tsuyoshi Kato (sinh ngày 2 tháng 5 năm 1981) là một cầu thủ bóng đá người Nhật Bản.

## Sự nghiệp câu lạc bộ
Tsuyoshi Kato đã từng chơi cho Ehime FC.